# Педро I Жестокия (Кастилия)
Пе́дро I Касти́лски(на испански: Pedro I de Castilla; * 30 август 1334, Бургос; † 23 март 1369) e крал на Кастилия и Леон от 1350 година.
Утвърждавайки своето право на власт, безжалостно избива враговете, за което получава прозвище Педро Жестоки (на испански: el Cruel). Когато съперниците са отстранени и неговото положение на трона престава да бъде несигурно, краля започват да го назовават Педро Справедливи (на испански: el Justiciero).
Убит от своя еднокръвен брат Енрике де Трастамара, който го наследява на престола.

## Произход
Син е на крал Алфонсо XI и Мария Португалска. Полубрат е на Енрике II Кастилски и Санчо д’Албуркерке.

## Крал на Кастилия и Леон (1350 – 1369)
Наследява баща си Алфонсо XI след смъртта му през 1350 г.

### Брак с Бланш Бурбонска
На 3 юни 1353 година Педро Жестоки се жени за Бланш Бурбонска, дъщеря на френския херцог Пиер I дьо Бурбон. Кралят не скрива враждебното отношение към младата жена – три дни след сватбата Педро открито проявява неприязън към Бланш, заточва я под усилен надзор на стражи в крепостта Аревало, а сам напуска двореца във Валядолид и заживява с любовницата си. 
По това време привързаността на краля към Мария Падилия предизвиква гнева на папа Инокентий VI. Той заплашва любовниците с отлъчване от църквата, ако не сложат край на своите отношения. Под въздействие на тази заплаха Мария Падилия напуска Педро I Жестоки и отива в манастир. 
Постъпката на Педро Жестокия предизвиква разкол сред кастилските благородници, разваля отношенията с Франция и провокира въстание в Толедо.

### Борба с Енрике
През 1366 г., френският военачалник Бертран дю Геклен успява да обедини около себе си водачите на множеството наемнически групи, които плячкосват френските земи след прекратяването на военните действия с Англия. Начело на тази нова сила, Геклен навлиза в Кастилия, където се съюзява с Енрике де Трастамара в борбата му срещу Педро I Жестокия. Геклен превзема поредица от ключови крепости, сред които и столицата Бургос, където Енрике е коронясан за крал на Кастилия и Леон, а самият Бертран получава номиналната титла „крал на Гранада“, макар тази провинция да си остава в ръцете на маврите до 1492 година.
Година по-късно, през 1367 година, Енрике де Трастамара и Бертран са разбити от армията на Педро I, подсилена с английски контингент и командвана от Едуард, Черния принц. Двете армии се срещат при Нахера, където англо-испанските сили излизат победители, а Геклен попада в плен. Шарл V, който смята своя генерал за безценен плаща откупа му.
На следващата 1368 г., Черният принц, болен от дизентерия и останал почти без войници (всеки 4 от 5 англичани умират по време на кастилската кампания), е принуден да напусне Иберия. Останал сам, Педро I е разбит от Енрике и Геклен при Монтиел. След битката, Педро I се свързва с Бертран, предлагайки му подкуп, за да го пропусне през своите постове. Бертран приема, но казва за плана на Енрике, който му предлага повече пари и земи, ако доведе Педро в кралската шатра. Срещата на двамата еднокръвни братя преминава бурно и те започват да се бият с ками, като Енрике пронизва смъртоносно Педро.

## Извънбрачни деца
От Мария Падилия:
- Беатрис (1354 – 1369)
- Констанца Кастилска (1354 – 1394), съпруга на Джон Гонт, 1-ви херцог на Ланкастър
- Изабела Кастилска (1355 – 1393) (1355 – 1393), съпруга на Едмон Ленгли, 1-ви херцог на Йорк
- Алфонсо (1359 – 1362)

от Хуана де Кастро (сестра на Инес де Кастро):
- Хуан (1355 – 1405)